# فيوتش
هارولد مايكل سيمون الثاني (من مواليد 17 سبتمبر 1988)، المعروف باسمه الفني فيوش (أو فيوتش) (كان يُسمى سابقًا فيتري ومستر.فلوتوب)، هو مغني راب ومغني وكاتب أغاني ومنتج تسجيل أمريكي قام بتغيير اسمه الفني من فيتري إلى فيوش لتجنب الخلط بينه وبين مغني الراب فيتري.

## النشأة والتعليم
ولد سيمونز في غاري بولاية إنديانا في 17 سبتمبر 1988. في سن السادسة، فاز في مسابقة الكلام على مستوى المدينة وبدأ يكتسب شعبية محلية كمتحدث عام. ألقى خطاباته في مناسبات مختلفة، مثل مأدبة حملة العمدة سكوت ل. كينغ وفي واشنطن العاصمة على درجات مبنى الكونغرس بشأن العجز القومي.  عندما كان في الثامنة، انتقلت عائلته إلى ناشفيل ، تينيسي. في عام 2006، تخرج من مدرسة هوم-فوك الثانوية، حيث عزف على الساكسفون ألتو في فرقة الجاز وتطوع لعدة منظمات شبابية محلية. ثم التحق بجامعة بلمونت، حيث أصبح عضوًا في أخوية بهي بيت سموك، وتخرج في 2011 من كلية مايك كورب للترفيه والأعمال الموسيقية في بلمونت.

## الجوائز
- 2016 الفائز في بطولة Supreme Bars Producer في مدينة نيويورك (ديسمبر)[5]
- 2016 الفائز بنهاية تحدي MC الضعيفة في مدينة نيويورك (أبريل)[6]
- 2016 الفائز في بطولة Supreme Bars MC في مدينة نيويورك (يناير)[7]
- 2015 الفائز في بطولة Supreme Bars MC في مدينة نيويورك (أكتوبر، ديسمبر)
- المرشح لجائزة Nashville Music لعام 2009 (أفضل تسجيل حضري للعام)[8]
- المرشح لجائزة Southern Entertainment لعام 2007 مع البسكويت والمرق (أفضل فنان Indy R & B)
- 2007 و 2008 الفائز بجائزة Belmont University Urban Showcase

### الفردي
- "Funked Up" (2016)[9]
- «أغنية العبادة» (2015)[10]
- «أسئلة مقابل أجوبة» (2015)[11]
- «البحث عن الروح» (2014)[12]
- «الحركة» (2014)[13]
- «العيش في الظلام» (2014)[14]
- «سحب سروالك لأعلى» (2014)[15]
- «المستقبل الآخر» (2014)[16]
- «بالين» (2011)[17]
- "Rainin 'Money" (2011)[18]
- "Street Life" w / Wick-it the Instigator (2011)[19]
- «في الصباح» (2012)[20]